# Ablerus bifasciatus
Ablerus bifasciatus är en stekelart som först beskrevs av Girault 1913.  Ablerus bifasciatus ingår i släktet Ablerus och familjen växtlussteklar. Inga underarter finns listade i Catalogue of Life.